# Hadrothemis scabrifrons
Hadrothemis scabrifrons är en trollsländeart som beskrevs av Friedrich Ris 1910. Hadrothemis scabrifrons ingår i släktet Hadrothemis och familjen segeltrollsländor. IUCN kategoriserar arten globalt som livskraftig. Inga underarter finns listade i Catalogue of Life.